# Myton
Myton város az USA Utah államában,  Duchesne megyében. Lakosainak száma 561 fő (2020. április 1.).

## Népesség
A település népességének változása:

| 2010 | 569 |
| 2020 | 561 |